# Plymouth (Californie)
Pour les articles homonymes, voir Plymouth.
Plymouth est une ville  du comté d'Amador, en Californie, aux États-Unis. Sa population était de 980 habitants au recensement de 2000. Sa superficie est de 2,4 km².

## Démographie
| 2000 | 2010  | - | - | - | - |
| ---- | ----- | - | - | - | - |
| 980  | 1 005 | - | - | - | - |